# Randijaure
Randijaure är en sjö i Jokkmokks kommun i Lappland och ingår i Luleälvens huvudavrinningsområde. Sjön är 31,1 meter djup, har en yta på 50,9 kvadratkilometer och befinner sig 282 meter över havet. Sjön avvattnas av vattendraget Lilla Luleälven (Tarraätno). Vid provfiske har abborre, sik och siklöja fångats i sjön.

## Delavrinningsområde
Randijaure ingår i det delavrinningsområde (740720-165469) som SMHI kallar för Utloppet av Randijaure. Medelhöjden är 309 meter över havet och ytan är 119,51 kvadratkilometer. Räknas de 298 avrinningsområdena uppströms in blir den ackumulerade arean 5 798,36 kvadratkilometer. Lilla Luleälven (Tarraätno) som avvattnar avrinningsområdet har biflödesordning 2, vilket innebär att vattnet flödar genom totalt 2 vattendrag innan det når havet efter 205 kilometer. Avrinningsområdet består mestadels av skog (53 procent). Avrinningsområdet har 51,97 kvadratkilometer vattenytor vilket ger det en sjöprocent på 43,5 procent.